# Joris Linssen
Joris Linssen (Nijmegen, 28 januari 1966) is een Nederlands artiest, presentator en schrijver.

## Biografie
Linssen groeide samen met zijn jongere zus op in Nijmegen en Eindhoven. Zijn ouders scheidden toen hij veertien was. Zijn moeder kreeg daarna een relatie met Louis van Es. Naast de goede band met zijn eigen vader, ontwikkelde Linssen ook een bijzondere relatie met Van Es. Linssen daarover: "Louis, die niet uit eigen keuze, maar door de maatschappij een buitenbeentje werd, bezat een onverwoestbare levenskracht...". In Het Boek Louis (2022) beschreef Linssen het verhaal van de man en de inspiratiebron die hij voor hem was.
Als scholier voelde hij zich een anarchist. Toen hij in het vijfde jaar van het atheneum in de schoolkrant niet mocht schrijven wat hij wilde, gooide hij er een rookbom naar binnen. Een jaar later heeft hij het atheneum op een andere school in Eindhoven afgemaakt. Hij voelde zich punk, maar toen hij erachter kwam dat punk niets met de vrijheid te maken had, maar was vastgelegd in structuren van haardracht, kleren, schoenen en muziek, en ook merkte dat hij eigenlijk toch wel van de muziek van André Hazes hield, keerde hij terug tot zichzelf.
Na de middelbare school ging Linssen geschiedenis studeren in Utrecht, de stad waar hij tot op heden woont.
Linssen is getrouwd en heeft twee kinderen en drie pleegkinderen.

## Televisieloopbaan
Linssen begon zijn carrière bij de stadsomroep Utrecht. Hij ging in 1994 verder bij de NCRV, later KRO-NCRV. Hij werkte daar eerst als redacteur en regisseur, later ook als presentator van programma's Taxi, Brok in de keel, Hello Goodbye, Joris Pakket Service en Joris' Showroom. Sinds 2010 presenteert hij jaarlijks in december het televisieprogramma Joris' Kerstboom. Rond de jaarwisseling wordt zijn programma Boeddha in de polder uitgezonden (sinds 2021). Vanaf november 2024 was Linssen een van de nieuwe presentatoren van het programma Spoorloos. Het programma werd echter kort daarop van de buis gehaald (vanwege verkeerd gekoppelde families in het verleden).
In de NCRV-gids schrijft Linssen tweewekelijks een column.

## Muzikant
Linssen is ook een verdienstelijk muzikant. Van 1986 tot 1993 zat hij de in band The Vendettas. Later, vanaf 1990, had hij succes met een parodie op de Utrechtse volkszanger Ome Cor, waarmee hij onder andere op het Lowlands-festival stond. 
Van 2000 tot 2024 vormde hij met het Amersfoortse smartlappentrio "The Bald & The Beautiful" de groep Joris Linssen & Caramba. Een muzikaal project waarin Mexicaanse mariachinummers werden voorzien van Nederlandstalige teksten. Linssen daarover in een interview: "In de jaren 90 heb ik een tijd in Mexico gewoond. Daar kwam ik in aanraking met de muziek van José Alfredo Jiménez en Armando Manzanero, twee muzikanten die daar helden zijn. Ik wist: dit is wat ik wil, en dan in mijn moerstaal. Een mix van Jordaan-muziek, polka en norteño, volkse muziek uit het Noorden van Mexico die gebaseerd is op polkas en de wals."
De groep bracht in totaal acht cd's uit en ze speelden zo'n honderd shows per jaar. Van een tournee door Mexico in 2012 is een documentaire gemaakt. Eind 2023 werd bekend dat Linssen stopt met Caramba, omdat hij muzikaal een andere weg wil inslaan.
Met het EK voetbal 2008 vormde Linssen samen met zijn amateurvoetbalvereniging de gelegenheidsformatie "FC De Buurt" en bracht het nummer De Twaalfde Man uit.

### Bestseller 60
| Boeken met noteringen in de Nederlandse Bestseller 60 | Jaar van verschijnen | Datum van binnenkomst | Hoogste positie | Aantal weken | Opmerkingen |
| ----------------------------------------------------- | -------------------- | --------------------- | --------------- | ------------ | ----------- |
| Als je met de stroom meegaat, sta je zelf stil        | 2024                 | 24-01-2024            | 44              | 1            |             |